# Kodeks postępowania karnego (1928)
Kodeks postępowania karnego (1928) – pierwsza kodyfikacja postępowania karnego powstała po odzyskaniu niepodległości przez Polskę w 1918 roku. Kodeks wszedł w życie 1 lipca 1929 roku, przestał natomiast obowiązywać 12 maja 1983 roku.

## Struktura redakcyjna kodeksu
Kodeks składał się z 11 ksiąg podzielonych na rozdziały oraz przepisów ogólnych na początku.
- Księga 1 - Sądy
- Księga 2 - Strony, obrońcy i pełnomocnicy
- Księga 3 - Dowody
- Księga 4 - Zapobieganie uchylenia się od sądu
- Księga 5 - Przepisy porządkowe
- Księga 6 - Postępowanie przygotowawcze
- Księga 7 - Postępowanie przed sądem pierwszej instancji
- Księga 8 - Środki odwoławcze
- Księga 9 - Postępowanie wykonawcze
- Księga 10 - Koszty sądowe
- Księga 11 - Postępowanie szczególne

## Historia powstania
Po odzyskaniu niepodległości w 1918 roku Polska była pod względem prawnym podzielona między trzy odrębne kodyfikacje. W byłych zaborach pruskich obowiązywał Strafprozeßordnung, w zaborze rosyjskim – ustawa o postępowaniu karnym z 1864 roku, natomiast w zaborze austriackim – ustawa o postępowaniu karnym z 1873 roku. W celu ujednolicenia przepisów w 1919 roku powołano Komisję Kodyfikacyjną, która rozpoczęła prace nad nowym kodeksem postępowania karnego. Do głównych autorów projektu należeli Edmund Krzymuski, Emil Stanisław Rappaport oraz Aleksander Mogilnicki. Prace zakończono na początku 1928 roku, a 19 marca tego samego roku kodeks został ogłoszony rozporządzeniem Prezydenta Rzeczypospolitej Polskiej. Weszło ono w życie 1 lipca 1929 roku.